# Duché de Bavière-Landshut

Blason des ducs de Bavière et comtes palatin du Rhin

Le duché de Bavière-Landshut (allemand : Bayern-Landshut) était un duché du Saint-Empire romain germanique de 1353 à 1503, régné par la maison de Wittelsbach.

## Histoire
Le duché a été créé à la mort de l'empereur Louis IV du Saint-Empire. En 1349, le traité de Landsberg divisa l'empire de Louis : ses fils Étienne, Guillaume, et Albert devaient régner conjointement sur la Basse-Bavière et les Pays-Bas. Quatre ans plus tard, l'héritage fut encore divisé par le traité de Ratisbonne : Étienne reçut le nouveau duché de Bavière-Landshut. En 1363, Étienne devint aussi duc de Haute-Bavière, ce qui la réunit à la Bavière-Landshut. Après la mort d'Étienne, ses trois fils régnèrent conjointement sur le duché. Mais en 1392, la Bavière-Landshut fut divisée entre les trois ducs, donnant naissance à la Bavière munichoise et à la Bavière-Ingolstadt.
En 1429, des territoires de la Bavière-Straubing furent réunis à la Bavière-Landshut, puis l'intégralité du duché de Bavière-Ingolstadt en 1447. La Bavière-Landshut était alors la partie la plus riche de la Bavière, notamment grâce aux mines de Rattenberg et Kitzbühel et à une administration moderne. Le siège des ducs était le château de Trausnitz à Landshut jusqu'en 1475, moment où ils s'installèrent au château de Burghausen (en).
Le duché dura ainsi 150 ans jusqu'à ce que la mort de Georges de Bavière déclenche la guerre de Succession de Landshut. À la fin de la guerre en 1505, le territoire fut divisé entre le nouveau duché de Palatinat-Neubourg et la Bavière munichoise. Kufstein et Kitzbühel furent cédées à Maximilien Ier en remerciement de son soutien à la Bavière munichoise, puis réunies au Tyrol.

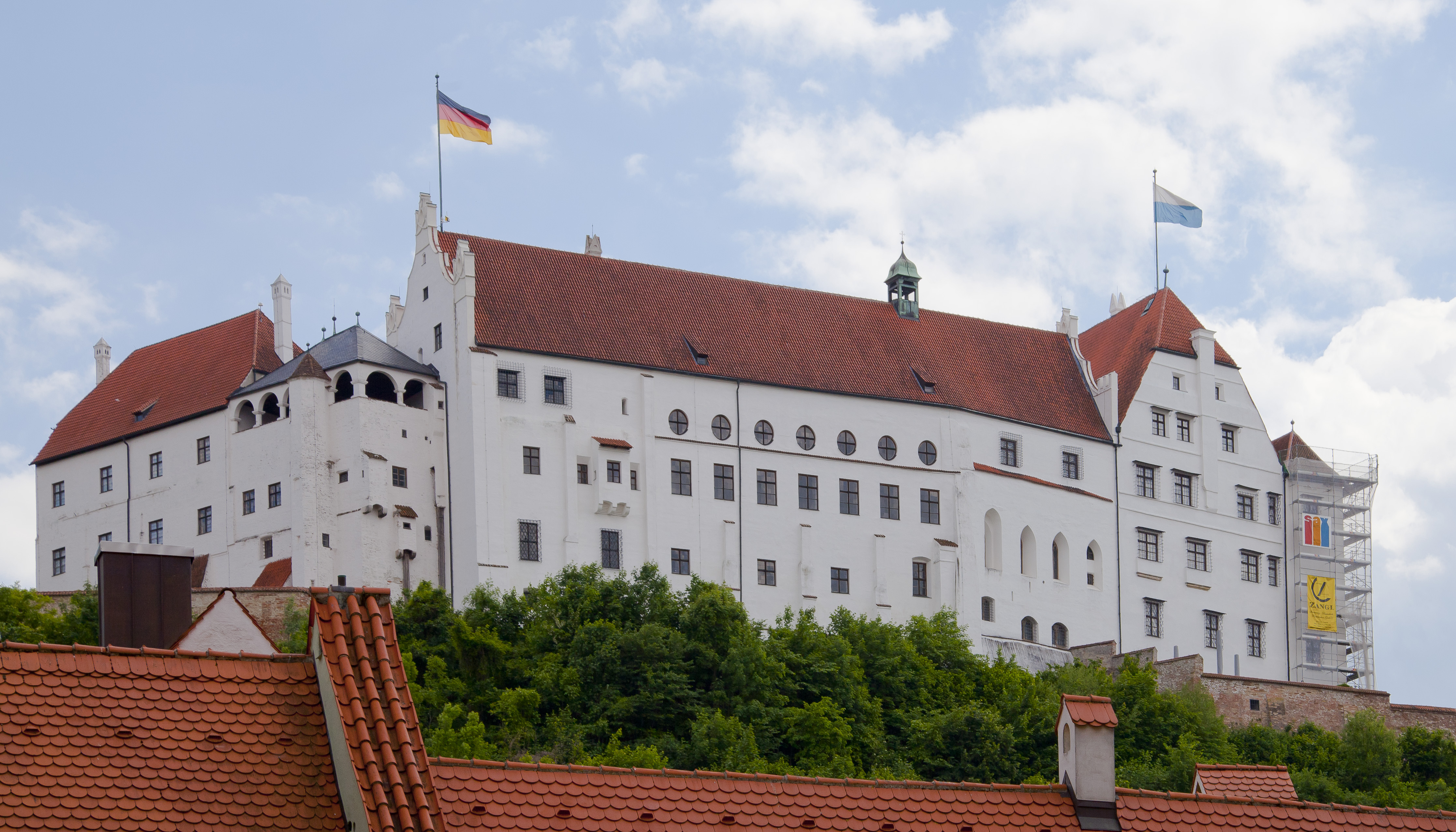
Château de Trausnitz à Landshut
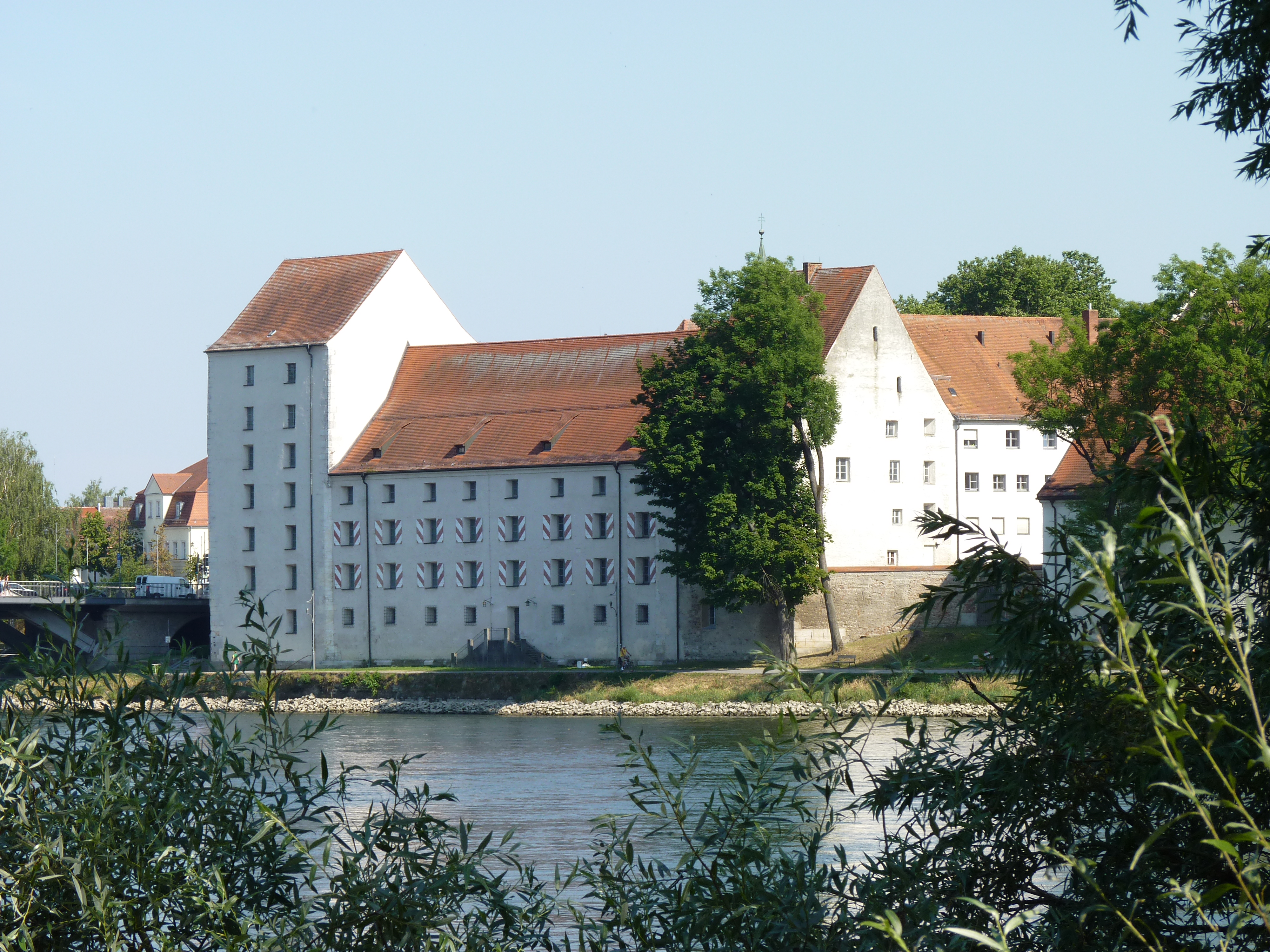
Château de Straubing
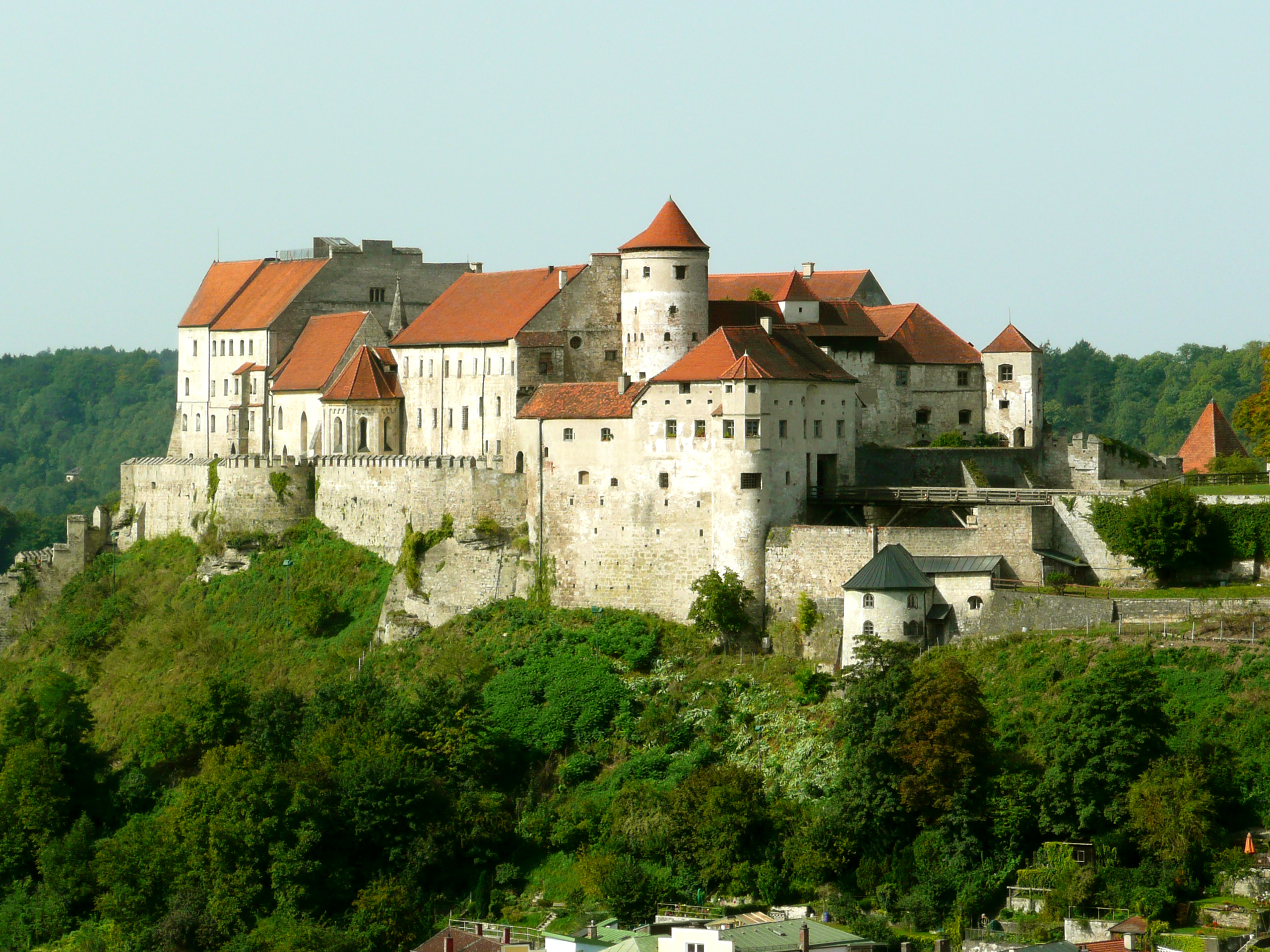
Château de Burghausen